# LU-903
La LU-903 es una carretera de la red secundaria de Galicia que une Monforte de Lemos, en la provincia de Lugo, con el límite provincial con Orense, en el río Sil. Continúa hasta Castro Caldelas, en esta última provincia, bajo la denominación de OU-903. Tiene una longitud de 17,86 km.
Comienza en la rotonda de enlace con la N-120, al sureste del casco urbano de Monforte de Lemos. Se dirige hacia el sur y atraviesa las parroquias de Gullade y Marcelle. Acaba en el puente que cruza el río Sil, donde se encuentra el límite entre las provincias de Lugo y Orense.